# Georgi Markow (Ringer)
Georgi Markow (bulgarisch Георги Мърков; * 5. April 1946 in Gorno Warschilowo) ist ein ehemaliger bulgarischer Ringer und Olympiasieger von 1972.
Er besuchte die Hochschule für Körperkultur und Sport Georgi Dimitrow in Sofia und wurde mit dem Orden Georgi Dimitrow ausgezeichnet.

## Erfolge
- 1970, 5. Platz, EM in Berlin, GR, Fg, hinter Heinz-Helmut Wehling, DDR, Martti Laakso, Finnland, Iwan Kaspar, Tschechoslowakei und Wjatscheslaw Toporow, Bulgarien
- 1970, 3. Platz, WM in Edmonton, GR, Fg, hinter Hideo Fujimoto, Japan und Slavko Koletić, Jugoslawien
- 1971, 1. Platz, WM in Sofia, GR, Fg, vor Kazimierz Lipień, Polen, Hideo Fujimoto und László Réczi, Ungarn
- 1972, 1. Platz, EM in Kattowitz, GR, Fg, vor Martti Laakso, Kazimierz Lipień und Wjatscheslaw Toporow
- 1972, Goldmedaille, OS in München, GR, Fg, vor Heinz-Helmut Wehling, Kazimierz Lipień und Hideo Fujimoto
- 1974, 2. Platz, EM in Madrid, GR, Fg, hinter Anatoli Kawkajew, UdSSR und vor Ion Păun, Rumänien und László Réczi, Ungarn
- 1974, 5. Platz, WM in Kattowitz, GR, Fg, hinter Kazimierz Lipień und Anatoli Kawkajew